# 油田信一
油田 信一（ゆた しんいち、1948年(昭和23年)3月28日 - ）は、日本のロボット研究者。工学博士（慶応義塾大学、1975年）、筑波大学名誉教授。知能ロボット研究や移動ロボットプラットフォーム「山彦」、超音波センサ、レーザー測域センサの開発で知られる。つくばロボットコンテスト、つくばチャレンジの設立者でもあり、全日本マイクロマウス大会も第1回大会から競技委員として貢献した。
筑波大学教授、理事・副学長、産学リエゾン共同研究センター長、芝浦工業大学 教授、同SIT総合研究所 特任教授を歴任し、産学連携活動にも取り組んだ。富士ソフト株式会社 取締役や次世代無人化施工技術研究組合 理事長、マイクロマウス委員会 委員長、つくばチャレンジ実行委員会 委員長も歴任。

## 来歴・人物

### 学生・助手時代
1948年生まれ。祖父や父、兄弟が焚き火好きだったこともあり、油田も高校時代から焚き火を趣味にする。油田は慶應義塾大学工学部電気工学科に進学し、1970年に卒業。同大学院を経て、1973年に東京農工大学工学部電気工学科の助手に着任。1975年には慶應義塾大学大学院博士後期課程を修了し、「不均一RC分布定数線路の最適設計」のテーマで工学博士の学位を取得する。

### 筑波大学時代

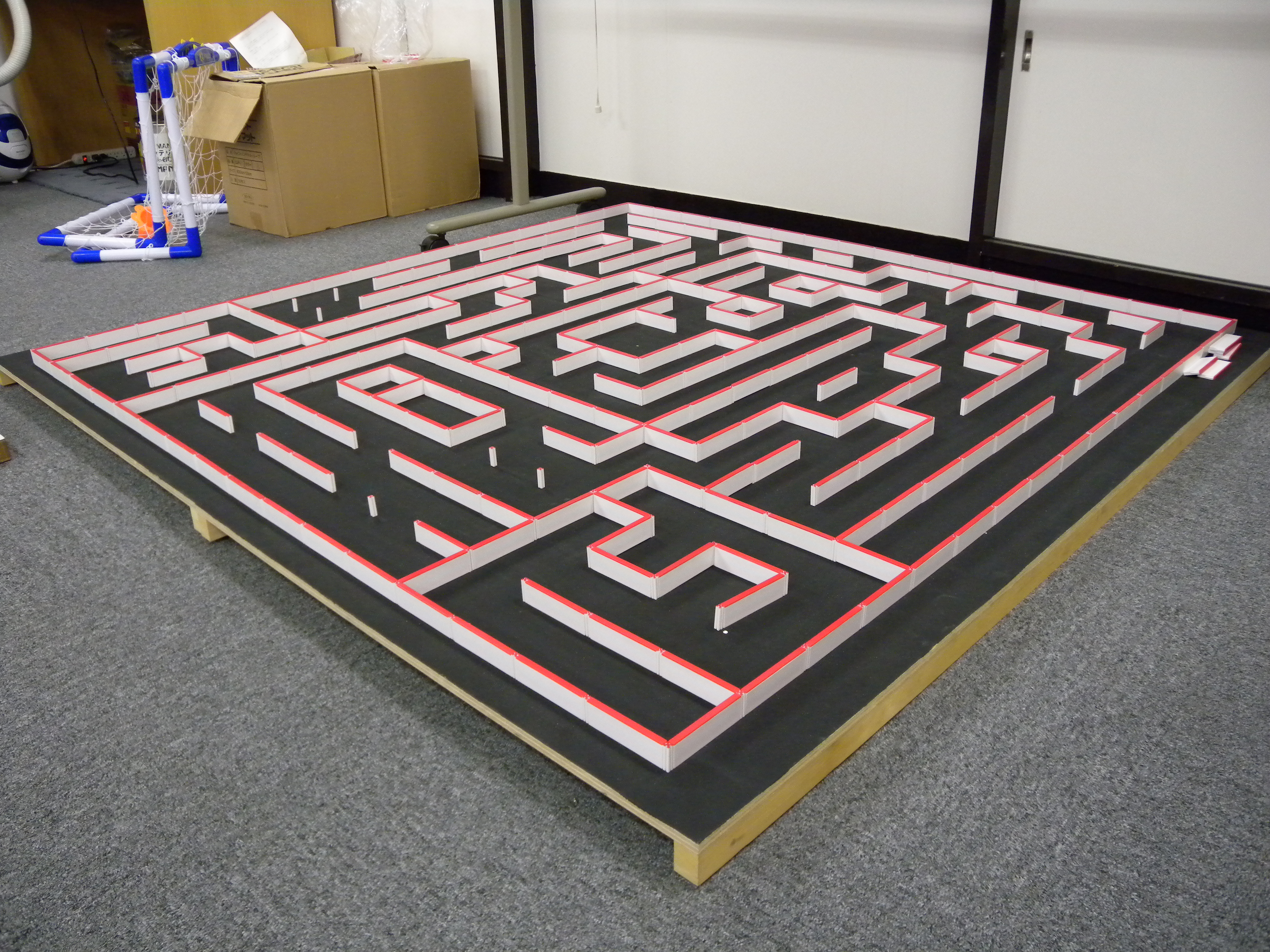
マイクロマウス大会の迷路

1978年、油田は筑波大学電子情報工学系の講師に転任（のち、助教授）。教授の金山裕が前任の電気通信大学の頃から「山彦」と呼ばれる自律移動ロボットを開発しており、油田もこのシリーズの開発に参画するようになる。
1979年に開催された「全国ロボット大会」ではロボット「山彦」によりコース完走を達成。翌年1980年に開催された「全日本マイクロマウス大会」の設立にも競技委員として貢献する（のちに委員長も務める）。また、リアルタイムOSの導入や走行モジュールの開発など、研究プラットフォームとしても「山彦」シリーズの開発を進める。1985年には金山が異動し、油田が研究室を引き継ぐ。
1992年には教授に昇進。この年、油田は山海嘉之らを巻き込み、学内学生対象の自律ロボットの競技会「つくばロボットコンテスト」を開始する。テーマは自律移動ロボットが校舎廊下の周回コースを回るもので、4月から製作を開始して10月の大学祭で競技を行うスタイルであった。初年度は有志参加で、次年度から授業科目となり、課題も数年おきに高度化していった。1999年には改組により、所属が機能工学系になる。
油田は2000-2002年には工学システム学類長を、2002-2004年には機能工学系長を担当し、2004-2006年には理事・副学長（研究・産学官連携・社会貢献担当）を務めた。その後の2006-2010年には、同大学の産学リエゾン共同研究センター長に就任している。この間、研究室では移動ロボットプラットフォーム「山彦」が活用され、障害物認識用全方位ソナーリング、確率的な自己位置推定、自らバッテリー充電に向かうロボット、GPSを用いて屋外で自己位置推定するロボットなどが研究開発された。
また、油田は産学協同研究も推進。日立製作所のロボット「EMIEW」には障害物回避制御技術を提供し、北陽電機とは自律移動ロボット用の小型軽量なレーザー測域センサ「URG」シリーズの開発に取り組んだ。さらに、つくば市内の市街地で自律移動ロボットが決められた道路を走行する競技会「つくばチャレンジ」を2007年に創設し、油田は実行委員長に就任する。なお改組により、2011年から筑波大学大学院 システム情報工学研究科 知能機能専攻 教授。

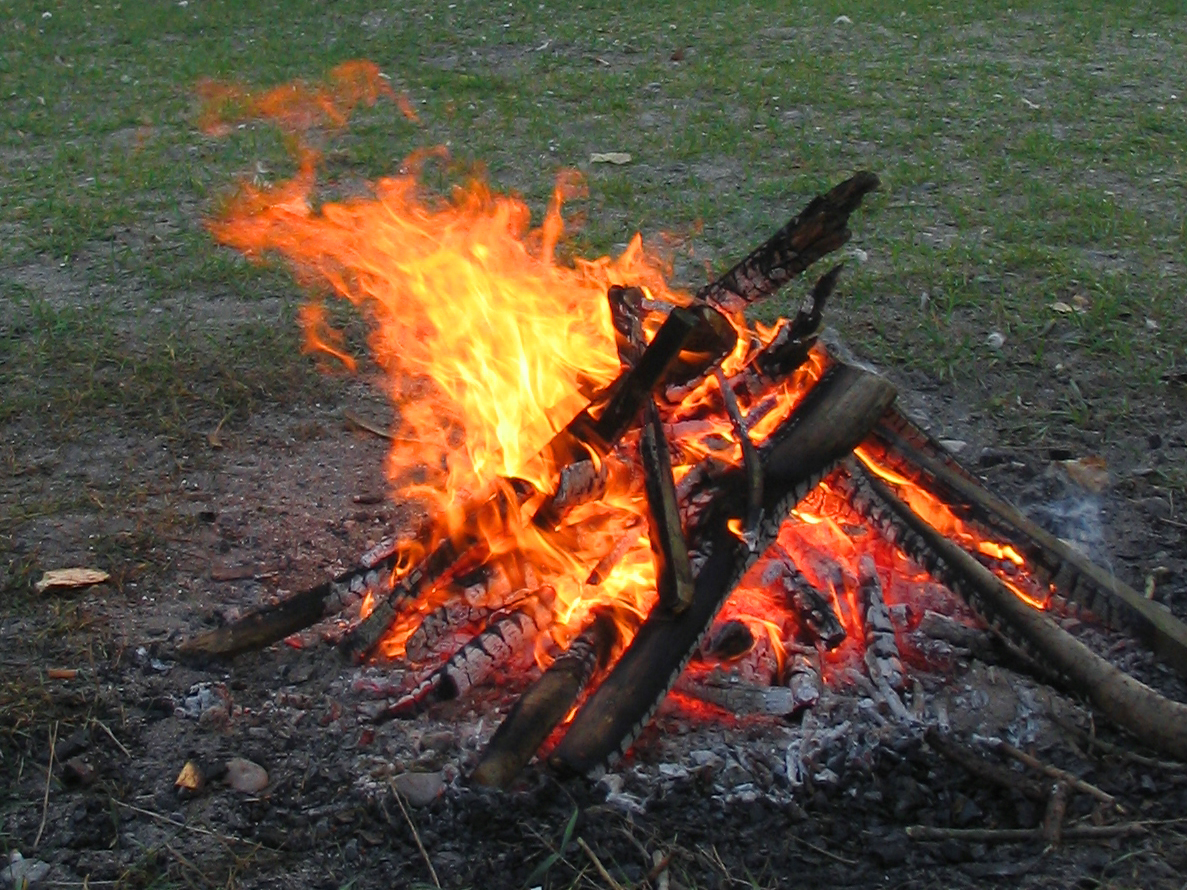
焚き火の一例。油田はドラム缶でたき火をすることも多かった。

2012年3月に筑波大学を定年退職。油田は焚き火ができるようにつくば市の自宅に広い庭を持っており、最終講義の翌日には自宅でバーベキューをふるまっている。なお、自宅の庭では炭焼き窯による竹炭づくりも嗜んでおり、多くの犬や猫に加えて一時は山羊やチャボ (鶏)まで飼っていたという。

### 芝浦工業大学時代
2012年4月から芝浦工業大学工学部電気工学科 教授に着任。筑波大学では名誉教授となり、客員研究員としても籍を置いた。淺間一らも参加した国土交通省の建設ロボット懇談会では座長を務め、土木研究所の招聘研究員として災害対応を意識した無人化施工、建設ロボットの遠隔操縦システムの研究開発にも取り組んだ。
2015年からは同大学SIT総合研究所 特任教授になり、2018年からは同研究所 客員教授。この間、土木研究所 招聘研究員（2012年6月- ）、つくば市顧問（2012年7月 - ）、富士ソフト 社外取締役（2014年3月- ）、次世代無人化施工技術研究組合 理事長（2014年11月- ）、NEDO嘱託（2014年12月- ）、株式会社Doog 技術顧問なども務める。

## 主な受賞歴
- 日本機械学会 - 2008年度 日本機械学会賞（技術）[注釈 3]、2014年度 日本機械学会賞（教育）[注釈 4]
  - 同 ロボティクス・メカトロニクス部門 - 2003年度 学術業績賞[60]、2005年度 部門功績賞[注釈 5]、

- 計測自動制御学会 システムインテグレーション部門 - 2003年 奨励賞[注釈 6]、2009年 部門功績賞[注釈 7]

- 日本ロボット学会 - 2005年 論文賞[注釈 8]、2006年 実用化技術賞[注釈 9]、2009年 功労賞[注釈 10]、2008年 ロボット活用社会貢献賞[65]

- IEEE - ICARA2006 Best Poster Presentation[注釈 11]、2009年 IROS Harashima Award[注釈 12]

- その他
  - 1987年 - 日本超音波医学会論文賞[66]
  - 1999年 - Asian Symposium on Industrial Automation and Robotics 99 最優秀論文賞[66]
  - 2002年 - 第7回ロボティクスシンポジア優秀論文賞[注釈 13]

## 社会的活動
- 計測自動制御学会 - 理事（論文集担当、2002-2003年）[66]
- 日本ロボット学会 - フェロー（2004年認定）[69]
- IEEE - フェロー（2000年認定）[70]
- ニューテクノロジー振興財団 - 会長[46][71][72]
- マイクロマウス委員会 - 競技委員[37]、委員長[41][36]
- つくばチャレンジ実行委員会 - 実行委員長[42][43]

## 著作

### 学位論文
- 『不均一RC分布定数線路の最適設計』慶応義塾大学〈博士論文（甲第444号）〉、1975年3月31日、NAID 500000377579。

### 著書
（訳書）
- 『マイクロプロセッサー用語辞典』サイベックス社 編、油田信一 訳、マイテック、1980年1月、国立国会図書館書誌ID:000001472143。

（共編著）
- 『マイクロマウス ― マイコン迷路ロボットの作り方』近代科学社、1981年9月、ISBN 4764900726[注釈 14]
- 『マイクロマウス ― マイコン知能ロボットへの招待』CQ出版〈トランジスタ技術別冊〉、1982年9月、NCID BA34229753[注釈 15]。
- 『マイコンによるロボット制御 ― マイクロマウスを実例とした実践メカトロニクス入門』CQ出版〈トランジスタ技術別冊〉、1983年10月、NCID BN15013373[注釈 16]。

### 解説（研究開発・技術）
- 「3-2 超音波CT」『テレビジョン学会誌』第35巻第1号、1981年、 31-35頁。中島真人との共著。
- 「自律移動のロボットにおける知能化技術 (2) ナビゲーションとガイダンス」『日本ロボット学会誌』第5巻第5号、1987年、403-406頁。
- 「移動体の自律化 ― 経路計画と環境地図の表現法 ―」『計測と制御』第30巻第1号、1991年1月、15-20頁。
- 「複数の自律移動ロボットの協調行動」『日本ロボット学会誌』第10巻第4号、1992年8月、433-438頁。
- 「移動ロボットの研究のためのプラットフォーム」『日本ロボット学会誌』第14巻第1号、1996年1月、14-17頁。
- 「生物型自律システム」『計測と制御』第35巻第4号、1996年4月、268-273頁。
- 「ロボットのための超音波センシング ― その限界と今後への期待 ―」『日本ロボット学会誌』第20巻第4号、2002年、 389-392頁。
- 「「知能ロボット用測域センサ」の商品化」『日本ロボット学会誌』第23巻第2号、2005年3月、 181-184頁。大矢晃久、嶋地直広との共著。
- 「ロボットの建設分野進出 ～ 建設分野でロボット技術を利用するために」 (Report). JACIC (2015-10-20) 2016年5月7日閲覧。
- 「無人化施工におけるヒューマンインタフェースの作業効率評価『日本ロボット学会誌』第33巻第6号、2015年7月、426-429頁、茂木正晴、藤野健一との共著。

### 解説（教育・競技ほか）
- 「自立ロボットによる迷路通過競技会 ― '85マイクロマウス世界大会」『日本ロボット学会誌』第3巻第4号、1985年、395-396頁。
- 「マイクロマウス」『日本ロボット学会誌』第4巻第6号、1986年、657-658頁。
- 「ホビーロボットとマイクロマウス」『日本ロボット学会誌』第8巻第3号、1990年6月、 320-323頁。
- 「ロボットを通した工学教育」『日本ロボット学会誌』第16巻第4号、1998年5月、 431-435頁。
- 「法人化の意義と筑波大学の現状 ― 産学連携推進の立場から (PDF) 」 『筑波フォーラム』第76号、 61-64頁。
- 「つくばチャレンジのねらいと成果」『計測と制御』第49巻第9号、2010年9月、 572-578頁。水川真、橋本秀紀との共著
- 「たき火の楽しみ」『日本ロボット学会誌』第29巻第6号、2011年7月、 520-521頁。
- 「大学の研究活動が企業に役立つ方法 ― 大学の研究室と企業のつきあい方 ―」『日本ロボット学会誌』第33巻第4号、2015年5月、 210-214頁。